# Opilio spinulatus
Opilio spinulatus is een hooiwagen uit de familie echte hooiwagens (Phalangiidae).